# Bolbelasmus coreanus
Bolbelasmus coreanus es una especie de coleóptero de la familia Geotrupidae.

## Distribución geográfica
Habita en Corea, China, Camboya, Vietnam y Assam.